# Кей, Мартин
Мартин Кей (англ. Martin Kay, родился в 1935 г.) — один из пионеров компьютерной лингвистики. Родился в Великобритании, учился в Кембридже. В 1961 году переехал в США, работал в компаниях RAND и Xerox, преподавал в Калифорнийском и Стэнфордском университетах. Постоянный председатель Международного Комитета по компьютерной лингвистике.
Один из первых создателей алгоритмов синтаксического анализа и унификационной грамматики, один из классиков машинного перевода и автоматизированного перевода.